# Cràter de Xunak

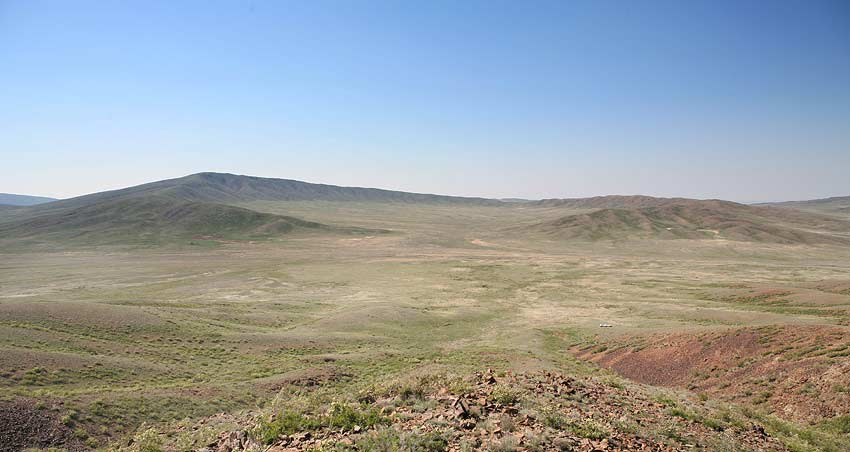
Cràter Xunak

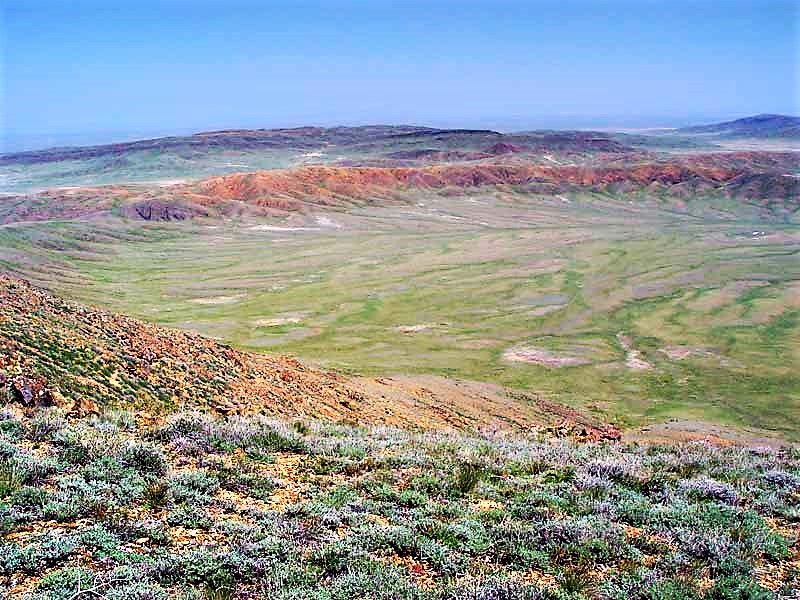
Cràter Xunak

Xunak és un cràter d'impacte creat per un meteorit a la part sud-est de la província de Kharagandí al Kazakhstan.
Té un diàmetre de 2,8 km i la seva edat va ser estimada entre 35 i 55 milions d'anys (Eocè). El cràter s'exposa a la superfície.